# Везендорф (Нижняя Саксония)
Везендорф (нем. Wesendorf) — община в Германии, в земле Нижняя Саксония.
Входит в состав района Гифхорн. Подчиняется управлению Везендорф. Население составляет 4949 человек (на 31 декабря 2010 года). Занимает площадь 31,23 км².
| Год  | Население |
| ---- | --------- |
| 1990 | 3103      |
| 1995 | 4271      |
| 2000 | 4763      |
| 2005 | 4947      |
| 2010 | 4935      |